# Cantone di Azogues
Il cantone di Azogues è un cantone dell'Ecuador che si trova nella provincia di Cañar.
Il capoluogo del cantone è Azogues.